# Perizoma defasciata
Perizoma defasciata är en fjärilsart som beskrevs av Sohn-rethel 1929. Perizoma defasciata ingår i släktet Perizoma och familjen mätare. Inga underarter finns listade i Catalogue of Life.